# Liste der Biografien/Ferm
Liste der Biografien |
Portal Biografien |
Personensuche
# |
A |
B |
C |
D |
E |
F |
G |
H |
I |
J |
K |
L |
M |
N |
O |
P |
Q |
R |
S |
T |
U |
V |
W |
X |
Y |
Z |
?
 
Fa |
Fe |
Ff |
Fh |
Fi |
Fj |
Fk |
Fl |
Fm |
Fn |
Fo |
Fr |
Ft |
Fu |
Fy
 
Fea |
Feb |
Fec |
Fed |
Fee |
Fef |
Feg |
Feh |
Fei |
Fej |
Fek |
Fel |
Fem |
Fen |
Feo |
Fer |
Fes |
Fet |
Feu |
Fev |
Few |
Fey |
Fez
 
Fera |
Ferb |
Ferc |
Ferd |
Fere |
Ferf |
Ferg |
Ferh |
Feri |
Ferj |
Ferk |
Ferl |
Ferm |
Fern |
Fero |
Ferr |
Fers |
Fert |
Feru |
Ferv |
Ferw |
Fery |
Ferz
Die Liste der Biografien führt alle Personen auf, die in der deutschsprachigen Wikipedia einen Artikel haben. Dieses ist eine Teilliste mit 20 Einträgen von Personen, deren Namen mit den Buchstaben „Ferm“ beginnt.

## Ferm
- Ferm, Björn (* 1944), schwedischer Olympiasieger im Modernen Fünfkampf
- Ferm, Hanna (* 2000), schwedische Sängerin
- Ferm, Ned (* 1982), amerikanischer Jazzmusiker (Saxophon, Komposition)

### Ferma
- Ferman, Edward L. (* 1937), US-amerikanischer Verleger
- Fermat, Pierre de (1607–1665), französischer Mathematiker und Jurist

### Fermb
- Fermbäck, Elsa (* 1998), schwedische Skirennläuferin

### Ferme
- Ferme, Brian Edwin (* 1955), englischer römisch-katholischer Geistlicher, Kanonist und Kurienbeamter
- Fermer, David (* 1973), britischer Buchautor

### Fermi
- Fermi, Enrico (1901–1954), italienisch-amerikanischer KernphysikerEnrico Fermi (1901–1954)
- Fermi, Flavio (* 1984), Schweizer Koch

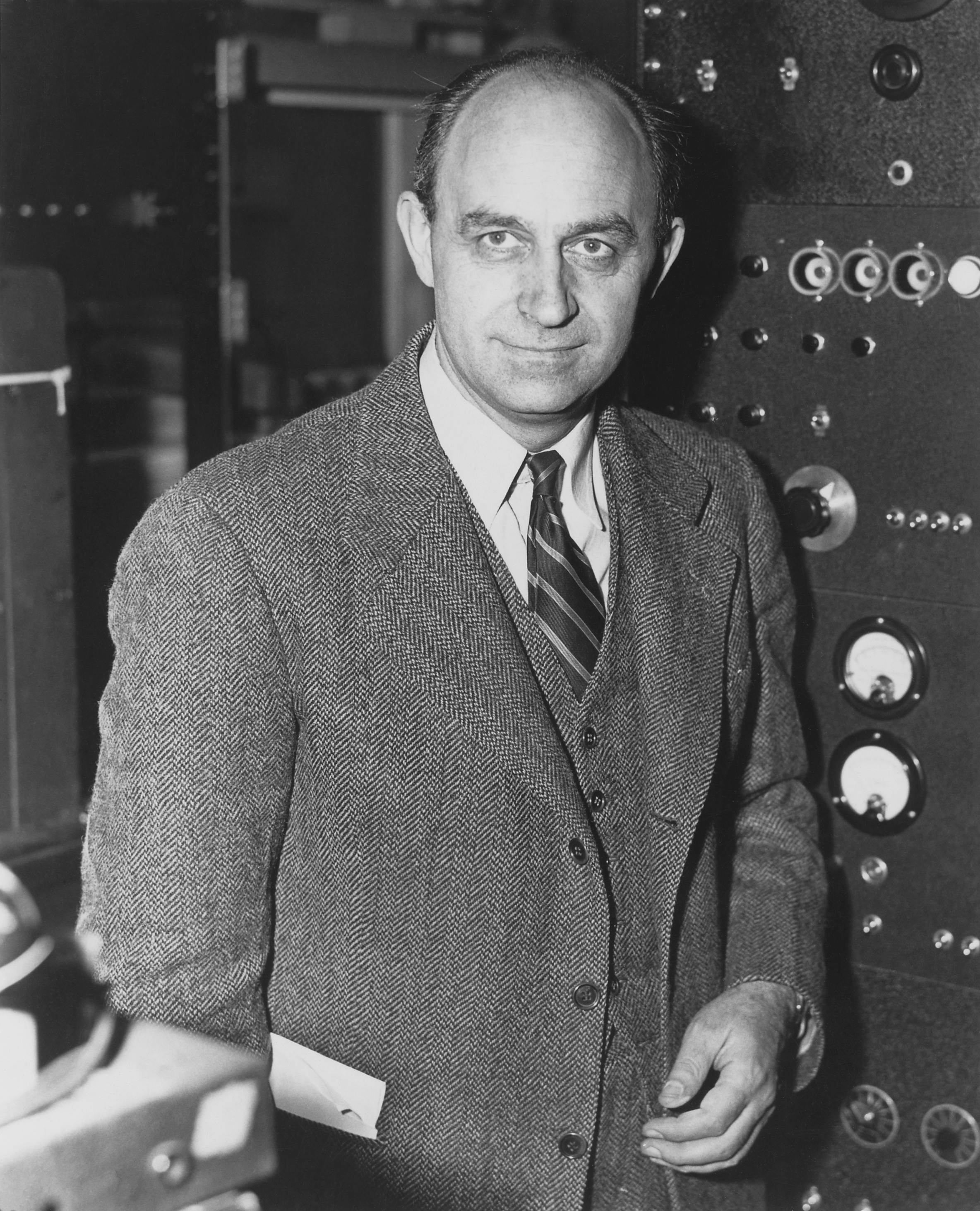
Enrico Fermi (1901–1954)

- Fermín IV, mexikanischer Hip-Hop-Produzent
- Fermin, Maria Helena Johanna (1897–1980), niederländische Romanistin, Italianistin und Räto-Romanistin
- Fermín, Raymundo (* 1961), dominikanischer Tischtennisspieler
- Fermin, Shawna (* 1991), Sprinterin aus Trinidad und Tobago

### Fermo
- Fermo, Lorenzino da, italienischer Maler
- Fermor, Lewis Leigh (1880–1954), englischer Geologe
- Fermor, Patrick Leigh (1915–2011), britischer Schriftsteller und SOE-Agent
- Fermor, Wilhelm von (1702–1771), General der russischen Armee aus einer ursprünglich englischen Familie
- Fermor-Hesketh, Frederick, 2. Baron Hesketh (1916–1955), britischer Adliger und Offizier
- Fermor-Hesketh, Thomas, 1. Baron Hesketh (1881–1944), britischer Adliger und Politiker